# Vaillantellidae
Vaillantellidae – monotypowa rodzina małych ryb karpiokształtnych (Cypriniformes), obejmująca trzy słodkowodne gatunki, klasyfikowane wcześniej w rodzinie przylgowatych (Balitoridae). W 1977 zostały one umieszczone w podrodzinie Vaillantellinae, którą w 2007 Šlechtová i inni podnieśli do rangi rodziny. FishBase zalicza je do rodziny Nemacheilidae.

## Występowanie
Półwysep Malajski i Indonezja, w tym dwa gatunki na Borneo.

## Cechy charakterystyczne
Ciało silnie wydłużone, wężowatego kształtu, ścieśnione. Od pozostałych kozowców (Cobitoidea) odróżnia je bardzo długa płetwa grzbietowa z 52–73 miękkimi promieniami. Płetwa ogonowa wydłużona i głęboko wcięta.

## Klasyfikacja
Do rodziny Vaillantellidae zaliczany jest rodzaj:
Vaillantella